# Рогатый хологастер
Рогатый хологастер, или рисовый хологастер, или болотный хологастер, (лат. Chologaster cornuta), — вид пресноводных лучепёрых рыб из семейства слепоглазковые отряда перкопсообразных.
Это единственный ныне живущий вид рода Chologaster. Он обитает только в реках США на Атлантической прибрежной равнине, от юго-востока Вирджинии до центральной Джорджии. Живёт до двух лет. Латинское название получила из-за крошечной рогоподобной выпуклости перед глазом. Обычная длина тела 4 см, но могут достигать примерно 7 см.

## Внешний вид и строение
Этот вид входит в семейство Amblyopsidae (известного как слепоглазковые). Окрас коричневый сверху и кремово-белый снизу, с тремя тёмными полосами на каждом боку. Обитает в наземных болотах, а не в пещерах, как большинство видов этого семейства. Хотя глаза многих видов Amblyopsidae рудиментарны, у болотного хологастера нормально развитые глаза.

## Поведение
Кормится преимущественно ночью мелкими ракообразными и водными насекомыми. Нерестится в марте и апреле. Несмотря на то, что они местами многочисленны, особей трудно обнаружить, потому что они в основном ведут ночной образ жизни и обитают в густых зарослях водной растительности. Они очень чувствительны к прикосновениям и свету и быстро удаляются от источника любого из этих раздражителей, прячась на дне до наступления темноты.
Эта рыба водится среди растений и мусора в болотах, топях, тихих заводях и заводях ручьёв. Предпочитают воду с высоким содержанием кислорода и устойчивы к высоким температурам. Встречаются круглый год в небольших и хорошо затенённых открытых ручьях, где температура никогда не превышает 23 °C. Эта среда обитания богата их потенциальной добычей, такой как амфиподы, остракоды и копеподы.